# Blotzheim

Blotzheim este o comună în departamentul Haut-Rhin din estul Franței. În 2009 avea o populație de 4.042 de locuitori.

## Evoluția populației
| An        | 1975  | 1982  | 1990  | 1999  | 2006  | 2009  |
| --------- | ----- | ----- | ----- | ----- | ----- | ----- |
| Populație | 2.353 | 2.340 | 3.090 | 3.564 | 3.656 | 4.042 |